# Mildrette Netter
Mildrette Netter, född 16 juni 1948 i Greenview i Mississippi, är en före detta amerikansk friidrottare.
Netter blev olympisk mästare på 4 x 100 meter vid sommarspelen 1968 i Mexico City.